# Całkowita pojemność płuc

Podstawowe objętości i pojemności płuc.
Legenda
TLC – całkowita pojemność płuc
VC – pojemność życiowa
RV – objętość zalegająca
IC – pojemność wdechowa
FRC – czynnościowa pojemność zalegająca
IRV – objętość zapasowa wdechowa
TV – objętość oddechowa
ERV – objętość zapasowa wydechowa

Całkowita pojemność płuc (ang. total lung capacity, TLC) – objętość powietrza zawartego w płucach. Mierzy się ją za pomocą bodypletyzmografii.
W skład całkowitej pojemności płuc wchodzą:
- pojemność życiowa (ang. vital capacity, VC) – największa objętość powietrza, jaką można wydmuchać z płuc po wykonaniu maksymalnego wdechu
  - objętość oddechowa (ang. tidal volume, TV) – ilość powietrza wchodząca i wychodząca z płuc podczas normalnego, swobodnego oddychania
  - objętość zapasowa wdechowa (ang. inspiratory reserve volume, IRV) – ilość powietrza dostającego się do płuc w czasie maksymalnego wdechu wykonywanego na szczycie swobodnego wdechu
  - objętość zapasowa wydechowa (ang. expiratory reserve volume, ERV) – objętość powietrza jaką można wydalić z płuc podczas maksymalnego wydechu
- objętość zalegająca (ang. residual volume, RV) – objętość gazu oddechowego, jaka pozostaje w płucach po wykonaniu maksymalnego wydechu. Objętość ta nie jest dostępna do zmierzenia podczas standardowego badania spirometrycznego[2].

Wszystkie składowe całkowitej pojemności płuc są zależne od płci, wieku i wzrostu osoby, u której wykonywany jest pomiar, co ma istotne znaczenie przy interpretacji wyników badań.